# SN 1994L
SN 1994L – supernowa typu II odkryta 8 kwietnia 1994 roku w galaktyce NGC 2848. W momencie odkrycia miała maksymalną jasność 14,70m.